# Витгенштейн, Пётр Христианович
Граф, с 1834 года светлейший князь Пётр Христиа́нович Ви́тгенштейн (нем. Ludwig Adolf Peter zu Sayn-Wittgenstein — Людвиг Адольф Петер цу Зайн-Витгенштейн-Берлебург-Людвигсбург; 25 декабря 1768 [5 января 1769] — 30 мая [11 июня] 1843; Львов) — русский военачальник немецкого происхождения, генерал-фельдмаршал (1826). В Отечественную войну 1812 года — командир отдельного корпуса на петербургском направлении. Действуя в отрыве от основной русской армии, сумел одержать ряд побед над наполеоновскими маршалами. В апреле-мае 1813 года — главнокомандующий русско-прусской армией в Германии. После ряда сражений с превосходящими силами Наполеона и последовавшего отступления понижен в должности. В начале Русско-турецкой войны 1828—1829 годов — главнокомандующий русской армией.
Один из самых богатых людей в стране: за ним числились 70 тысяч крепостных крестьян, несколько богатых имений и многомиллионное состояние.

## Биография
Принадлежал к древнему германскому роду Спонхеймов. Отец его Христиан Людвиг (1725—1797), происходя из семейства правителей графства Сайн-Витгенштейн-Берлебург, вступил на русскую службу в царствование Елизаветы Петровны. Витгенштейн родился 5 января 1769 года (25 декабря 1768 — по старому стилю) в Переяславле (по другим сведениям — в Нежине). Его мать Амалия Людовика (1740—1771) была дочерью прусского графа Эрнста фон Финкенштейна; мачеха с 14 марта 1774 года — Анна Петровна, урождённая княжна Долгорукова, по первому браку невестка канцлера А. П. Бестужева.
В 1781 году в 12 лет по обычаям времени зачислен сержантом в Семёновский лейб-гвардии полк, чтобы начать требуемую выслугу лет. Действительную службу начал с 1789 года вахмистром Конного лейб-гвардии полка. В 1790 году получил чин корнета. В 1793 году переведён премьер-майором в Нежинский легко-конный полк. В 1794 году стал подполковником.
Во время подавления восстания Костюшко 1794 года Витгенштейн состоял волонтёром при корпусе В. Х. Дерфельдена в Литве. Участвовал в штурме Праги.
В 1796 году был переведён в корпус графа В. А. Зубова, действовавший на Кавказе, и был при взятии Дербента, с ключами которого послан в Петербург.
В 1797 году переведён в Ростовский драгунский полк, а затем — в Ахтырский гусарский полк. В 1798 году стал полковником, затем — генерал-майором. С 20 июня 1799 года — шеф Мариупольского гусарского полка. При Павле I Витгенштейн вызвал «высочайший гнев» и был уволен в отставку 1 января 1801 года, но вновь вернулся на службу в том же году при новом императоре Александре I. 2 октября назначен командиром Елисаветградского гусарского полка.
Витгенштейн принимал деятельное участие в кампании 1805 года против Наполеона, в 1806 году — против турок, а в 1807 году — снова против Наполеона.
29 октября 1807 года назначен шефом Лейб-гвардии Гусарского полка. 12 декабря произведён в генерал-лейтенанты.
Во время кампании против шведов 1808—1809 годов, во главе отряда лёгкой пехоты (около 9 тысяч человек) охранял побережье Финского залива.

### Отечественная война 1812 года
В Отечественную войну 1812 года командовал 1-м пехотным корпусом и уже 16 (28) июня сразился с французами под Вилькомиром. Арьергард 1-го пехотного корпуса графа Витгенштейна под началом шефа Гродненского гусарского полка генерал-майора Я. П. Кульнева в составе 23-го и 25-го егерских полков, Нежинского, Рижского, Ямбургского драгунских полков, 4-х эскадронов Гродненского гусарского полка, 2 сотен 1-го Бугского казачьего полка, сотни Донского казачьего полка подполковника Платова 4-го, сотни Донского казачьего полка полковника Родионова 2-го, шесть орудий из 3-й конно-артиллерийской роты из 1-й резервной артиллерийской бригады (командовал штабс-капитан конноартиллерийской № 1 роты той же бригады Бистром).
Со стороны неприятеля действовала основная часть 2-го пехотного корпуса маршала Удино, под его личным командованием.
Бои русского арьергарда с наступающими французами продолжались с 5 часов утра до 4 часов пополудни на фронте протяжённостью до 5 вёрст. Несмотря на численное превосходство французов, войска Кульнева очистили город Вилькомир. Неприятель, перейдя реку Свенту, остановился в 3 верстах за городом. Основные силы 1-го пехотного корпуса графа Витгенштейна отходили под прикрытием своего арьергарда, и в полночь прибыли в местечко Перкеле.
При отступлении русской армии из лагеря под Дриссой на Витгенштейна, имевшего под начальством 20 тысяч солдат, было возложено прикрытие путей к Петербургу против французских корпусов Макдональда (в Курляндии) и Удино (на берегах Двины).
Остановив наступление Удино в бою под Клястицами, Витгенштейн блистательно выполнил свою задачу, причём два раза — в сражениях под Клястицами и Полоцком — был ранен. Витгенштейна провозгласили «Спасителем Петербурга», Александр I наградил его за Клястицы орденом Св. Георгия 2-й степени. Появилось множество его гравированных изображений.
После падения Москвы Витгенштейн усилил свой корпус ратниками петербургского ополчения до 40 тысяч и 7 (19) октября принудил маршала Сен-Сира отступить от Полоцка, который взял приступом. За эту победу 22 октября (3 ноября) 1812 года произведён в генералы от кавалерии.
19 (31) октября Витгенштейн одержал победу над корпусом Виктора. В тот же день авангард Витгенштейна под командованием Л. М. Яшвиля одержал победу над II французским корпусом под командой генерала Леграна. 26 октября (7 ноября) занял Витебск. 13—14 (25—26) ноября Витгенштейн одержал новую победу над соединёнными корпусами Сен-Сира и Виктора.
Во время сражения на Березине получил приказ главнокомандующего М. И. Кутузова двигаться с севера в направлении Борисова и соединиться с Дунайской армией адмирала П. В. Чичагова с целью окружения и разгрома отступающего Наполеона. Однако приказ выполнить не спешил, считая, что «пусть Чичагов сам рискует и останавливает французов».
В результате Наполеон смог переправиться через Березину севернее Борисова в районе деревни Студёнка и вырваться из окружения. Кутузов обвинял в неудаче и Чичагова и Витгенштейна, причём последнего даже в большей степени, потому как Чичагов хотя бы старался что-то сделать для того, чтобы остановить неприятеля, Витгенштейн же отсиделся в стороне. Однако общественное мнение России возложило вину за березинский прорыв Наполеона только на П. В. Чичагова, Витгенштейн со своей славой «Спасителя Петербурга» остался вне критики.
Затем принимал участие в преследовании остатков главной неприятельской армии. 25 декабря 1812 (6 января 1813) года без боя занял Кёнигсберг, 27 февраля (11 марта) 1813 года — Берлин. 24 марта (5 апреля) нанёс поражение войскам Богарне при Мёкерне.

### Заграничный поход
После смерти Кутузова, в конце апреля 1813 года Витгенштейн был назначен главнокомандующим русскими и прусскими войсками благодаря признанию его побед над маршалами Наполеона в Отечественной войне.
После неудачных сражений с Наполеоном при Лютцене и Бауцене, где Витгенштейн возглавлял русско-прусские войска, в армии возникло неверие в силы командующего. Хотя итог сражений нельзя назвать разгромным для союзников, особенно учитывая большое численное превосходство армии Наполеона, в конечном итоге союзники отступили за Эльбу. В сражении при Лютцене Витгенштейн пытался разгромить превосходящие силы Наполеона, атакуя его корпуса по одному во время их марша к Лейпцигу. Именно так ему удалось одержать победу над маршалом Удино в под Клястицами год назад. Но теперь в боевые действия были вовлечены гораздо большие силы, противником Витгенштейна был сам Наполеон, а присутствие русского и прусского монархов при коалиционной армии связывало руки. Тем не менее, хотя русская армия не увенчала себя лаврами победы, при Лютцене и Бауцене французы понесли гораздо более тяжёлые потери, чем союзники.
Генерал Милорадович, одного звания с Витгенштейном, но будучи старше по выслуге лет в чине генерала от инфантерии, обратился к Витгенштейну с просьбой отставки от звания главнокомандующего. Витгенштейн вышел к императору с просьбой увольнения, и новым командующим 25 мая 1813 года стал М. Б. Барклай-де-Толли. Затем, командуя частью русских войск, Витгенштейн участвовал в боях под Дрезденом и битве под Лейпцигом: под Дрезденом его корпус (около 25 тысяч человек) удерживал правый фланг союзной армии; под Лейпцигом войскам Витгенштейна (около 77 тысяч человек) было поручено нанесение главного удара по французской армии. В сражении при Бар-сюр-Обе 27 февраля 1814 был тяжело ранен пулей в ногу и сдал командование русским корпусом.
После возвращения Наполеона к власти в 1815 году поставлен во главе войск, расположенных в Курляндской и Лифляндской губерниях, но принять участие в военных действиях не успел.

### Последние годы
В 1816 году Витгенштейн отлучался от армии на восемь месяцев для лечения.
24 апреля того же года императором Александром I был высочайше утверждён герб генерала от кавалерии, графа Римской империи Петра Христиановича Витгенштейна.
3 мая 1818 года Витгенштейн сменил Л. Л. Беннигсена на посту главнокомандующего 2-й армией и был назначен членом Государственного совета.
22 августа 1826 года удостоен новым императором Николаем I чина генерал-фельдмаршала.
Когда в 1828 году разгорелась очередная война с Турцией, Витгенштейну было вверено начальство над войсками на Дунайском театре. Война шла удачно для России, но в начале следующего года Витгенштейн испросил увольнение по причине расстроенного здоровья, которое было удовлетворено 9 февраля 1829 года, и удалился в частную жизнь с сохранением жалованья.
Грамотой прусского короля Фридриха Вильгельма III, от 19 апреля (1 мая) 1834 года, генерал-фельдмаршал, граф Римской империи Пётр Христианович Витгенштейн возведён, с нисходящим его потомством, в княжеское королевства Прусского достоинство с титулом светлости (с тех пор Витгенштейн стал именоваться светлейшим князем Витгенштейн-Сайн-Берлебург). Именным Высочайшим указом, от 16 июня 1836 года, император Николай I дозволил ему с нисходящим потомством принять и пользоваться в России титулом светлейшего князя.
Несмотря на преклонный возраст, Витгенштейн был деятельным и бодрым, изредка ездил подлечиться на минеральные воды. Казалось бы лёгкий ушиб ноги оказался для него роковым, измучил жесточайшими болями. Врачи рекомендовали заграничные воды. В дороге к месту лечения 11 (23) июня 1843 года он тихо скончался на руках жены в Лемберге (Львове).
Отпевали его в доминиканском костёле Святой Урсулы. Останки Витгенштейна были погребены в имении Каменка Ольгопольского уезда Подольской губернии (ныне Приднестровье).
В службе:
- 21 марта 1781 года — вступил в службу сержантом в лейб-гвардии Семёновский полк;
- 21 марта 1789 года — переведён вахмистром в лейб-гвардии Конный полк;
- 1 января 1790 года — корнетом;
- 1 января 1792 года — подпоручиком;
- 21 апреля 1793 года — выпущен в армию премьер-майором в Украинский лёгкий полк;
- 13 октября 1794 года — за отличные подвиги, оказанные в сражениях, произведён в подполковники;
- 1796 год — переведён Елисаветградский полк;
- 21 апреля 1797 года — переведён в Ростовский драгунский полк;
- 10 августа 1797 года — переведён в гусарский Линденера полк;
- 28 января 1798 года — произведён в полковники;
- 20 июня 1799 года — генерал-майором, с назначением шефом Мариупольского гусарского полка;
- 1 января 1801 года — отставлен от службы;
- 2 ноября 1801 — принят снова в службу и определён в Елизаветградский гусарский полк полковым командиром;
- 24 октября 1805 года — за отличие в сражении при мм. Штремберге и Амштетене награждён орденом Св. Георгия 3 кл.;
- 1805 — за отличные подвиги, оказанные в сражении 20 ноября 1805 года при Аустерлице, награждён орденом Св. Анны 1 ст.;
- 1807 — за отличие, оказанное в 1807 году, награждён орденом Св. Владимира 3 ст. и золотой саблей, с надписью «за храбрость», алмазами украшенной;
- 28 октября 1807 года — переведён в лейб-гвардии Гусарский полк шефом;
- 12 декабря 1807 года — за отличие в сражении произведён в генерал-лейтенанты;
- 1812 год — за одержанную победу в сражениях, 18 и 19 июля 1812 года, при Якубове и Клястицах награждён орденом Св. Георгия 2 кл., большого креста; за отличие в сражении при г. Полоцке, 5 и 6 августа, награждён орденом Св. Александра Невского; за таковое же отличие, оказанное при г. Полоцке, 6, 7 и 8 октября, произведён в генералы от кавалерии; за одержанную победу над маршалом Удино, 18 и 19 октября, награждён орденом Св. Владимира 1 ст.; за поражение неприятеля у перехода чрез р. Березину, 16 ноября, награждён 50 тыс. руб.; за отличие в сражении при разбитии войск вице-короля Итальянского при кр. Магдебурге, 24 марта 1813 г., награждён алмазными знаками ордена Св. Александра Невского и Прусскими орденами Чёрного и Красного Орла; за отличие в генеральном сражении, 20 апреля, при м. Люцене, награждён орденом Св. Андрея Первозванного; 2, 4, 6 и 7 октября, за взятие Лейпцига, награждён золотой саблей, лаврами и алмазами украшенною, с надписью «за храбрость», и Австрийским орденом Марии-Терезии, большого креста;
- 3 мая 1813 года — назначен главнокомандующим 2-й армией;
- 26 августа 1813 года — членом Государственного совета;
- 28 января 1826 года — шефом гусарского имени своего полка;
- 22 августа 1826 года — генерал-фельдмаршалом;
- 9 февраля 1829 года — уволен от командования 2-й армией по совершенно расстроенному здоровью;
- 16 июня 1834 года — в изъявление признательности к знаменитым заслугам, оказанным в продолжение последней против французов войны, пожаловано королём прусским княжеское достоинство, с нисходящим от него потомством, титул этот дозволено ему носить;
- 17 июня 1836 года — присвоен к пожалованному ему королём прусским, княжескому достоинству титул светлости.

В походах был:
- в 1794 году — в Польше, при графе Зубове во всех действиях волонтёром;
- в 1796 году — находился в Персии, до окончания войны;
- в 1805 году — был за границей, в Австрийской империи, в сражениях против французов;
- в 1806 году — был за Днестром, в Турции;
- с 1808 года — командовал в Финляндии корпусом, по день заключения со шведами мира, в 1810 г.;
- в 1812 году — в Российских пределах, командуя отдельным корпусом, 18 и 19 июля, при Якубове и Клястицах, одержал победу и ранен пулей вскользь в правый висок; 5 и 6 августа, при г. Полоцке; 6, 7 и 8 октября, вторично при г. Полоцке и взятии его штурмом, 16 и 17 — при преследовании неприятеля до с. Чашников, а с того числа по 15 ноября, участвовал в преследовании неприятеля до г. Борисова, 16 — в поражении французов у перехода через р. Березину, а оттуда в преследовании их за границу; в Пруссии, при занятии столичных гг. Кёнигсберга и Берлина;
- 1813 год — 20 марта, в сражении при Виттенберге; 24 — у с. Мёкерн, в сражении и при разбитии войск вице-короля Итальянского, выходивших из кр. Магдебурга; 20 апреля, в генеральном сражении при Люцене; 8 и 9 мая, при Бауцене, командуя соединёнными войсками; 14 и 15 августа, в сражении при г. Дрездене; 2, 4, 6 и 7 октября, при г. Лейпциге;
- в 1814 году — во Франции, командуя соединёнными войсками, был в делах: 15 февраля, при г. Бар-сюр-Об, где и ранен в правую ляжку на вылет пулей, 19 — при с. Лобрессель, 20 — при г. Труа; 1 марта, отправился для излечения раны в Германию; по выздоровлении прибыл к войскам в г. Париж, а оттуда следовал с ними до Российских пределов;
- в 1815 году — был в походе за границей, до г. Сагана и обратно в Россию.

## Семья
Был женат на Антонии-Сесилии Снарской (1779—1855), дочери маршала Полоцкого наместничества Станислава Снарского от брака его с Казимирой Сволынской. Свадьба состоялась в Полоцке 27 июня 1798 года. Витгенштейн женился по любви, потому что невеста его была не знатна и не богата. В июле 1812 года Антуанетта Станиславовна (как её называли при российском дворе) получила орден Св. Екатерины 2 степени; в январе 1820 года была пожалована в статс-дамы. Скончалась 15 июля 1855 год а. В браке имели детей:
- Лев (1799—1866), декабрист. Благодаря первому браку с княжной Стефанией Радзивил (1809—1832) унаследовал часть владений её отца — князя Доминика Иеронима Радзивилла. Возобновил в Пруссии родовой замок Сайн, за что получил от прусского короля княжеский титул. От него происходит княжеский род Сайн-Витгенштейн-Сайн.
- Станислав (1800—1820), поручик Кавалергардского полка, скончался вследствие падения с лошади.
- Эмилия (1801—1869), замужем за генералом князем Петром Ивановичем Трубецким (1798—1871).
- Александр (1803—1858), в браке с дочерью петербургского обер-полицмейстера Ивана Савича Горголи Софией (1807—1835) имел трёх сыновей и дочерей Екатерину (1831 — 6 декабря 1850; умерла от чахотки в Карлсруэ) и Елизавету, в замужестве графиню Лейнинген-Биллигхайм.
- Георгий (1807—1857), корнет Кавалергардского полка, с 1830 года — поручик, с 1849 года — подполковник. В браке с княжной Эмилией Святополк-Четвертинской имел сына и двух дочерей.
- Алексей (1810—1842), умер холостым.
- Николай (1812—1864), выпускник Дерптского университета. Корнет Кавалергардского полка, подполковник. Первым браком c 1836 года был женат на Каролине Ивановской (1819—1887), дочери богатого киевского помещика, известной своим романом с композитором Листом. После развода в 1855 году, женился вторым браком в 1857 году на Марии Михайловне Михайловой (1830—1864), служившей гувернанткой в доме князя А. А. Суворова.

## Награды
- Орден Святого апостола Андрея Первозванного (20.05.1813) — за отличие при Лютцене.
- Алмазные знаки к Ордену Святого апостола Андрея Первозванного (09.06.1828) — за победы над турками.
- Орден Святого Георгия 2-го класса (25.07.1812, № 42) — «за поражение французов в сражении при Клястицах 19-го июля 1812 года».
- Орден Святого Георгия 3-го класса (12.01.1806, № 125) — «В воздаяние отличнаго мужества и храбрости, оказанных в бывшем против французских войск сражении 24-го октября при м. Этинген».
- Орден Святого Георгия 4-го класса (01.01.1795, № 602) — «За отличное мужество, оказанное 18 октября при атаке польских мятежников при м. Остроленке, где он ударил с эскадроном на батарею и взял пушку».
- Орден Святого Владимира 1-й степени (16.11.1812)
- Орден Святого Владимира 3-й степени (29.09.1807)
- Орден Святого Александра Невского (29.07.1812)
- Алмазные знаки к Ордену Святого Александра Невского (28.03.1813)
- Орден Святой Анны 1-й степени (12.01.1806) — за отличие при Аустерлице.
- Орден Святой Анны 3-й степени (07.02.1798)
- Золотая шпага с алмазами и лаврами (1813) — за отличие при Лейпциге.
- Золотая сабля «за храбрость» с алмазами (19.09.1807)
- Золотой крест «За взятие Праги» (24.10.1794)
- Знак отличия «За XXXV лет беспорочной службы» (22.08.1828)
- Прусский Орден Чёрного орла (1813)
- Прусский Орден Красного орла 1-й степени (1813)
- Австрийский Военный орден Марии Терезии, командор (1813)
- Австрийский Военный орден Марии Терезии, рыцарь (1813)
- Баденский Орден Верности (1813)

## Память
- В 1820 году Фаддей Беллинсгаузен назвал остров в архипелаге Туамоту в честь заслуженного полководца[6].
- В конце XIX века дочь в память отца возвела беседку Башня ветров в селе Строенцы (ныне Молдова).
- 22 июля 2010 года открыта стела «Город воинской славы» во Пскове, один из барельефов которой посвящён победе войск под командованием Петра Витгенштейна в сражении под Клястицами.
- 4 октября 2011 года в Бендерах на территории Бендерской крепости открыт памятник-бюст князю.
- 17 октября 2011 года в приднестровском городе Каменка был открыт бронзовый бюст российскому полководцу.
- 29 августа 2014 года в городе Печоры Псковской области открыли памятник П. Х. Витгенштейну[7][8]
- 9 мая 2016 года в посёлке городского типа Сиверский Ленинградской области открыт памятник, посвящённый военным победам П. Х. Витгенштейна во время Отечественной войны 1812 года.
- 10 сентября 2016 года открыта стела «Город воинской славы» в Гатчине, один из барельефов которой посвящён победе войск под командованием Петра Витгенштейна в сражении под Клястицами.

### В нумизматике
- 25 августа 2008 года Приднестровский республиканский банк ввёл в обращение памятную серебряную монету достоинством 100 рублей, посвящённую П. Х. Витгенштейну. На реверсе монеты крупным планом изображён генерал-фельдмаршал на фоне полуразвёрнутого свитка с изображением атаки русских войск, который венчает герб Российской империи[9].
- В 2012 году Центральным банком Российской Федерации была выпущена монета (2 рубля, сталь с никелевым гальваническим покрытием) из серии «Полководцы и герои Отечественной войны 1812 года» с изображением на реверсе портрета генерала-фельдмаршала П. Х. Витгенштейна[10].
- В 2012 году Центральным банком Российской Федерации была выпущена памятная монета Банка России «200-летие победы России в Отечественной войне 1812 года». 25 000 рублей, золото, на реверсе которой на одном из барельефов изображен П. Х. Витгенштейн.

|                                                                           |                                                                     |                                                                                |
| Серебряная монета достоинством 100 рублей, посвящённая П. Х. Витгенштейну | Монета с изображением портрета П. Х. Витгенштейна номиналом 2 рубля | Золотая монета 2012 г., где на одном из барельефов изображен П. Х. Витгенштейн |